# Фесслер Адольф Іванович
Адольф Іванович Фесслер (8 квітня 1826, Богемія — 8 лютого 1885, Феодосія) — художник-мариніст, учень І. К. Айвазовського.

## Біографія
Фесслер Адольф Іванович народився у Богемії, у Дейчброді (сучасна назва Гавлічкув-Брод).
В 30-х роках ХІХ ст. батько Фесслера разом з родиною переїхав до Криму, в Сімферополь. Тут майбутній художник став на роботу до каретного майстра. Відомий в ті роки в Сімферополі художник Йоганн Ґросс, викладач гімназії, помітив у юного каретника схильність до живопису, повідомив йому початкові відомості по малюнку і, переконавшись в обдарованості свого учня, порекомендував йому поїхати до Феодосії — вчитися у Айвазовського.
Айвазовський швидко відгукнувся на пропозицію взяти у навчання обдарованого хлопчика. У 1847 р. він писав: «Якщо я побачу в ньому (Фесслері) обдарування, то дозволю йому займатися в моїй майстерні …»
Мабуть, новий учень припав до душі Айвазовському, оскільки невдовзі Фесслер переїхав до Феодосії.
Айвазовський вчив по старинці. Учня він садовив перед однією зі своїх картин і пропонував йому зробити точну копію з неї олівцем. Зрідка він на щось вказував, але в цілому надавав учневі повну свободу. Цей метод, звичайно, не був найбільш плідним, але спілкування з великим майстром само по собі багато чому навчало. Хлопчик, назавжди покохав мистецтво, стояв за стільцем великого майстра, як зачарований. Він не міг відірвати свій погляд від полотна, на якому під пензлем його вчителя сходило сонце, виникали оповиті легким лілуватим ранковим серпанком обриси далеких гір, рибалки на березі, що збирали сітки. Потім на його очах на дзеркальній гладіні моря раптом виникав стрункий фрегат, ніби він світився від сонячних променів, що пронизували його вітрила, а іскриста хвиля бігла за кормою…
Фесслер досить швидко опанував технічними прийомами живопису, копіюючи картини Айвазовського. Мистецтво Айвазовського мало велику притягальну силу. Картини великого мариніста користувалися винятковим успіхом, але придбати їх, звичайно, мало хто міг. Тому навіть на копії з його картин попит був великий. Найкращим копіїстом Айвазовського в Феодосійській галереї вважався Фесслер. Спочатку це його цілком влаштовувало. Вроджена скромність Фесслера і важке становище його великої родини довгий час не дозволяли йому зайнятися самостійною творчістю. Але з роками його майстерність зміцніла, і він почав самостійно писати з натури.
У 1859 р. Фесслер написав дві (парні) картини, що зображують кримські прибережні види: одну — поблизу Сімеїзу, іншу — в районі Судака.
Слід зазначити, що обидві картини Фесслера носили сліди наслідування. Хоча в них немає прямих запозичень з творів великого мариніста і все зроблено з натури, по ретельно опрацьованих олівцевих малюнках, переведених у майстерні на полотно, але видно, що Фесслер, створюючи картини, мимоволі наслідував своєму вчителю. Звичайно, творчість Айвазовського і в ті роки була достатньо різноманітною і багато, і в нього можна було знайти дуже високі зразки для наслідування, а не обов'язково блакитні та рожеві види Південного берега Криму, які він іноді мимохідь писав у 50-х роках. Але біда Фесслера була в тому, що він не зовсім ще зрозумів, у чому справжня велич мистецтва Айвазовського, яке відображувало живий рух стихій.
На картині Фесслера зображено характерний профіль гори Кішка, скель Діва і Чернець і далеких гір Південного берега. Колорит картини ґрунтується на поєднанні блакитних, рожевих і лілових тонів. Картину витримано в пригашеній барвистій гамі. Гора в міру деталізована, в ній є і рельєф, і структура стрімчастих схилів — словом, в живописі цієї картини видно руку достатньо досвідченого майстра.
Парний до цього пейзаж був простіший по композиції і одноманітніший щодо живопису. Фесслер написав саклю під розлогим деревом, на березі пустельної затоки, ожививши картину фігурками вершника і пішоходів на дорозі. Все це залито м'яким світлом тихої догораючої вечірньої зорі. 

Незважаючи на те, що обидві роботи Фесслера наслідувальні, в них вже добре видно живописну манеру художника.
Є ще одна картина Фесслера, за живописом дуже близька до двох описаних. Це «Пейзаж» 1856 р. (знаходиться в Одеському художньому музеї). На ній зображений ідилічний вигляд гірського Криму.
Фесслер був підготовлений для вступу у спеціальний мистецький навчальний заклад. Пройшовши тривалу виучку у Айвазовського, він міг розраховувати на зарахування до Академії мистецтв, але подав заяву в Московське училище живопису та ліплення, куди і був зарахований в 1860 р.
Поки виявлено мізерні і уривчасті відомості про роки навчання Фесслера в Москві. Його ім'я згадується в списку учнів училища, які копіювали картини Айвазовського. У ті роки в копіюванні картин ніхто не бачив нічого соромного. Поруч з Фесслером у списках копіїстів стояли імена Шишкіна, Саврасова, Степанова, Соломаткіна та інших. Картини Айвазовського користувалися великим успіхом в училищі. З 1857 по 1865 рік з них було зроблено чотирнадцять копій на замовлення різних осіб та з власної ініціативи учнів. В архіві училища ім'я Фесслера згадується до 1865 р.
Треба думати, що Фесслер не мав можливості бути постійним слухачем навчального курсу і тільки наїздами бував у Москві, працюючи у Феодосії під керівництвом Айвазовського. До такого висновку приводить нас сенс звернення Айвазовського до ради Академії. «Минулого, 1865 р. по поверненні із С.-Петербурга, — писав Айвазовський, — мною було відкрито в місті Феодосії загальну художню майстерню… Представляючи перші праці моїх учнів до Ради Академії, я прошу уклінно на перший раз поблажливості ради, і заохочення, якими Рада удостоїть моїх учнів, буде для мене істинною винагородою. Якщо Рада знайде програму першого (Фесслера) достойною звання художника, то я буду дуже радий».
П'ятирічний зв'язок Фесслера з училищем живопису та ліплення не минув для нього дарма. Правда, в його поглядах на творчість, на майстерність художника, на завдання і цілі мистецтва не відбулося якихось суттєвих змін. Але він став глибше сприймати природу, його палітра звільнилася від нудотно барвистої гами, властивої раннім роботам, живопис став серйознішим.
У всякому разі, картина «Феодосія», написана Фесслером у 1866 р., незрівнянно вища з усякого погляду, ніж дві його роботи 1859 р. Навіть при побіжному погляді на неї видно, що перед нами робота вдумливого, серйозного художника, який прагне правдиво зобразити місто, що стало для нього рідним. Фесслер обрав той пункт, з якого не раз писали Феодосію М. Чернєцов, М. Іванов та Айвазовський. Це була в ті часи дійсно найхарактерніша точка огляду місцевості.
На картині зображено відроджуване місто і оживаючий порт. Уздовж дуги Феодосійської затоки тягнеться ланцюг нових міських будинків, побудованих в першій половині XIX ст. на руїнах середньовічної Кафи. Почав забудовуватися і район Карантину. На рейді біля старого порту стоїть кілька шхун, а в бік мису Іллі йде пароплав. На передньому плані біля самої води височить головна вежа середньовічної Кафи, оточена руїнами турецьких бастіонів, попереду Фесслер зобразив розпряжувану мажару, а біля неї — пару верблюдів, які в ті роки ще водилися в Криму. І над усім цим — ясна полуденна година блакитного літнього дня. Рожеві купчасті хмари над горизонтом навівають настрій спокою.
Через три роки після «Феодосії» Фесслер написав «Ялту», зобразивши місто з боку лівадійського шосе, з того місця, звідки багато разів писав Ялту Айвазовський і звідки незабаром після Фесслера написав її В. Васильєв, а слідом за ним — багато інших художників, що побували в Криму.
Не лише в композиційній побудові картин Васильєва та Фесслера, але і в їх колориті, навіть в окремих деталях (у тому, як повисла рожева хмарка на горі) є багато спільного.
До цього часу мистецтво Фесслера стало цілком професійним. У його «Ялті» є окремі місця, зроблені зі справжньою майстерністю.
У цих картинах чітко видно, що Фесслер з копіїста виріс на самостійного майстра, володіє професійною технікою живопису, що він зумів подолати колишню боязкість своїх сприйнять, заговорив своєю мовою, відбив свої відчуття, своє бачення природи.
Щоправда, його художнє сприйняття було дуже обмежене і складалося з однієї лірико-поетичної гами. Це найяскравіше відбилося в картинах «Ялта» і «Феодосія».
Одного разу Фесслер спробував свої сили і в зображенні бурхливого моря. Але ця спроба йому явно не вдалася. Картина «Корабель в бурю» жорстка за формою, строката за живописом. У самій композиції є великий прорахунок: Фесслер написав фрегат такого розміру, що він зайняв майже все полотно, обмеживши можливості зображення самого бурхливого моря.
Іноді Фесслер писав зовсім маленькі картинки, на зразок тих, які Айвазовський малював для подарунків друзям. Дві таких картинки є у Феодосійській картинній галереї. На одній з них зображений той же вид Ялти, що і на картині 1869 р. (можливо, що вона була написана як ескіз до неї), на другій — місячна ніч у Феодосії зі звичним видом генуезької вежі. Все на ній написано в дусі традицій живопису Айвазовського. Повний місяць зійшов над містом і відбився у морському ряботинні; темним силуетом височіє вежа на березі, створюючи враження романтичної таємничості.
Такі картинки Фесслер писав, мабуть, для швидкої реалізації, так як вони при невеликій вартості мали широкий попит. Незалежно від цього, картинка зроблена з граничною сумлінністю і закінченістю.
Фесслер змушений був виконувати подібні роботи, так як жив у дуже скрутних матеріальних умовах. У нього «не було імені», і заробітки від живопису ледь забезпечували стерпне існування багатодітній сім'ї.
Крім живопису, він займався фотографією, роблячи фотознімки з картин Айвазовського. Іноді Айвазовський доручав Фесслеру організацію своїх виставок, і це складало, мабуть, найбільший його заробіток, адже при реалізації картин до 30 відсотків їх вартості отримував адміністратор виставки.
Але попри всі матеріальні труднощі Фесслер продовжував наполегливо займатися живописом. Успіхи, досягнуті ним, стають особливо ясними при порівнянні двох його полотен — картини «Сімеїз» 1859 р., про яку йшлося вище, з іншою картиною «Сімеїз», написаною за рік до смерті, в 1884 р. З зовнішнього боку, за композицією обидві картини мало чим відрізняються одна від іншої. Хіба що замість горбка із саклею, написаного на першій картині, художник на другій зобразив на передньому плані плоский берег, на якому двоє рибалок клопочуться біля уламка щогли корабля, викинутого хвилями на берег. 

У всьому іншому композиції картин зовсім подібні. Виникає думка, що обидві вони написані по одному малюнку, зробленому Фесслером на ранньому етапі творчості (як часто робив і сам Айвазовський). 

Істотна різниця між цими творами виявляється при розгляді їхніх художніх достоїнств. У творчості Фесслера стався величезний зсув. Звичайно, це результат не тільки праць скромного феодосійського майстра, що замкнуто живе. Увесь російський живопис 70-х років переживав бурхливе піднесення завдяки діяльності прогресивних художників реалістичного напряму, що об'єдналися в Товариство передвижників. Передові ідеї передвижників відбилися й у творчості самого Айвазовського, який створив в 1881 р. свою прославлену картину «Чорне море». Фесслер навчився бачити красиве не тільки в ефектних фарбах і виняткових ситуаціях. Він відчув справжню красу природи навіть в найбуденнішому її стані.
Картина Фесслера «Сімеїз» 1884 р. є в повному розумінні реалістичним твором. В її колориті не залишилося й сліду колишньої солодкавості кольору. Він побудований на поєднанні сіро-зеленуватих тонів в небі і на морі з теплими охристими тонами, якими написано землю. І сам зміст картини свідчить про вдосконалення смаку художника. Фесслер обрав момент, далекий від зовнішнього ефекту. Він написав прояснення, що наступає після грози. По сірому хмарному небу пливуть останні клапті грозових хмар, море схвильовано, на берег набігають притихлі хвилі бурі, що недавно минула. Тільки гори супляться під навислим над ними небом і як би підсилюють враження прояснення й умиротворення природи, яке відчувається в м'якому накаті хвилі на гальковий берег.
Цю картину Фесслера було відзначено бронзовою медаллю на Одеській художній виставці 1884 р.
Помер Фесслер у Феодосії 8 лютого 1885 р. Художник надзвичайно скромний, відданий своєму покликанню, він був наділений справжнім хистом, великою любов'ю до природи та мистецтва.

## Про творчість Фесслера
Вважаючи найвищим ідеалом живопис Айвазовського, Фесслер іноді наближався до праць свого вчителя, обираючи сюжетами для своїх картин такі стани природи, для зображення яких не потрібні були ні сильні пориви, ні яскраві фарби. Значно поступаючись Айвазовському у масштабах обдарування, не володіючи тією легкістю втілення, яка висунула Айвазовського в ряд перших російських живописців, Фесслер і не прагнув до змагання з Айвазовським у чужій для його натури області живопису.
Творчості Фесслера більш близьке мистецтво Л. Ф. Лагоріо. В їх натурах, масштабах, характері обдарувань і навіть в самому живописі було багато спільного. Але в силу умов життя Лагоріо став широко відомим художником, тоді як Фесслера навряд чи хто-небудь знав за межами Феодосії та Одеси. А між тим у творчості Лагоріо було не так вже й багато картин, що стоять на тому ж художньому рівні, як «Сімеїз» Фесслера 1884 р. Картини, в яких Фесслер зумів проявити свою індивідуальність, знайти свою живописну мову, є достовірно художніми творами. Фесслер, вірний учень і послідовник Айвазовського, займає самостійне місце в ряду російських живописців.
Багато працюючи у картинній галереї свого вчителя, він був найкращим копіїстом його творів. У перших самостійних роботах Фесслера ще відчутні елементи слідування мистецтву уславленого мариніста.
До середини 60-х років А. І. Фесслер почав писати професійно, подолавши деяку боязкість своїх ранніх творів і використовуючи власний стиль і композиційно-живописні прийоми. Найбільше йому вдавалося зображення спокійного, утихомиреного моря, тому його найкращі картини мають виражене ліричне звучання і спокійний, гармонійний колорит. В них немає тієї зовнішньої ефектності і екзальтованості, які часто бувають властиві романтичним творам. Сприйняття природи художником і її зображення на полотні реалістично. Живописець мав рідкісний талант відчути справжню красу природи в самих буденних її станах.
Картини, створені ним в 1860—1880 роках, свідчать про творчу зрілість майстра, який добре володіє професійною технікою. Для деяких його творів характерна розповідність. До цього періоду і відносяться експоновані роботи.
У картині «Феодосія» (1866) місто показано з тієї точки, звідки його не раз зображували Айвазовський та інші художники. Уміло написані нерухома гладь затоки, високе небо, тонко передано прозорість повітря. Колорит пейзажу, побудований на поєднанні блакитного, рожевого, оливкового і сірого кольорів, створює настрій тихого умиротворення, спокою.
Фесслер був талановитим малювальником, він з любов'ю зображував дерева, гори, бухти. Детальною розробкою відрізняються і його живописні твори. Так само ретельно, як в «Феодосії», прописано деталі ландшафту в картині «Ялта» (1869). Зберігаючи повну правдивість зображення, навіть документальність, художник створив твір, перейнятий ліричним настроєм.
Від розглянутих камерних робіт відрізняється своїм змістом картина «Сімеїз. Морський берег» (1884). Почуття тривоги навівають зображені на ній бурхливе море, небо, по якому пливуть грозові хмари. На тлі неба чітко вимальовується знайомий силует гори Кішка.
На відміну від І. К. Айвазовського А. І. Фесслер в своїй творчості зазвичай звертався не до виключних, ефектних, а до звичайних мотивів. І йому вдалося розкрити красу природи краю, де він жив і працював. Вищим ідеалом А. І. Фесслер вважав мистецтво І. К. Айвазовського, але зміг знайти власну живописну мову, характерні сюжети і теми, і своєю творчістю вніс чималу лепту у розвиток вітчизняного морського пейзажу.